# Parcul dendrologic Hemeiuș
Parcul dendrologic din Hemeiuș ocupă o suprafață de aproximativ 50 de hectare și adăpostește peste 1.300 de specii de arbori și arbuști. 

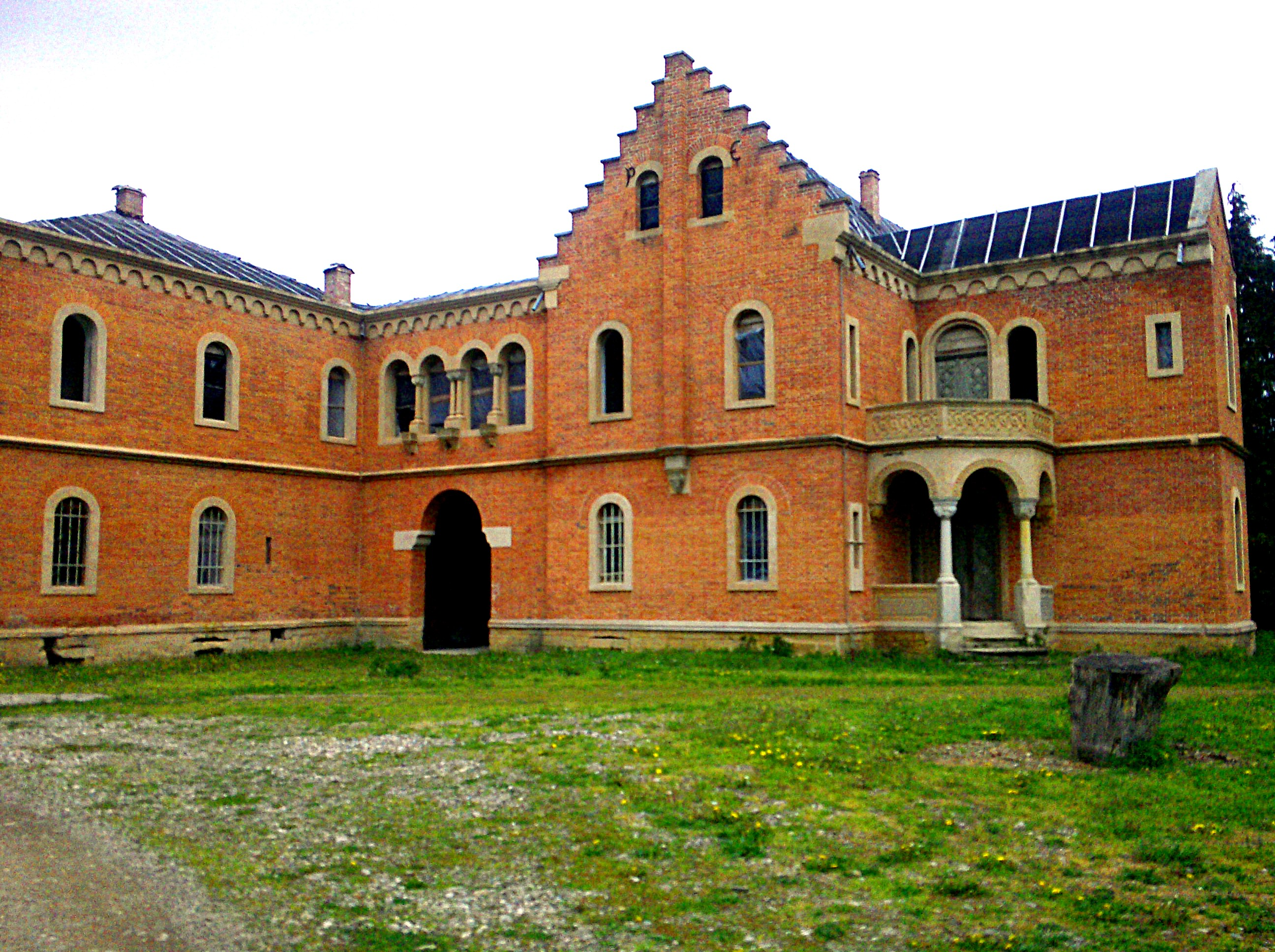
Conacul din interiorul parcului

Parcul a fost înființat în anul 1880 și a fost proiectat de specialistul german Cristian Adolf, care s-a preocupat de înnobilarea speciilor de rășinoase. După 1885 au fost introduse noi specii de foioase, dar și specii indigene, acțiune care a continuat până în 1913. După anul 1955, acest parc a trecut în proprietatea Institutului de Cercetări și Amenajări Silvice, devenind o bază de cercetare mai ales pentru aclimatizarea speciilor exotice de interes forestier. Arboretumul Hemeiuși reprezintă o valoroasă colecție dendrologică. Colecția de rășinoase cuprinde 178 specii, care provin din America de Nord (76 de specii), din Asia (50 de specii) și din Europa (48 de specii). Originalitatea acestui arboretum este dată de compoziția lui, cu specii foioase mature, de plop alb cu diametrul de peste 2 metri și înălțime de peste 40 metri sau grupul de opt frați cu înălțimi de peste 42 metri și diametrul de peste 1 metru. 
Aici se găsește cea mai mare colecție de trandafiri din România, și anume 600 de specii și 1.500 de fire de trandafiri. 

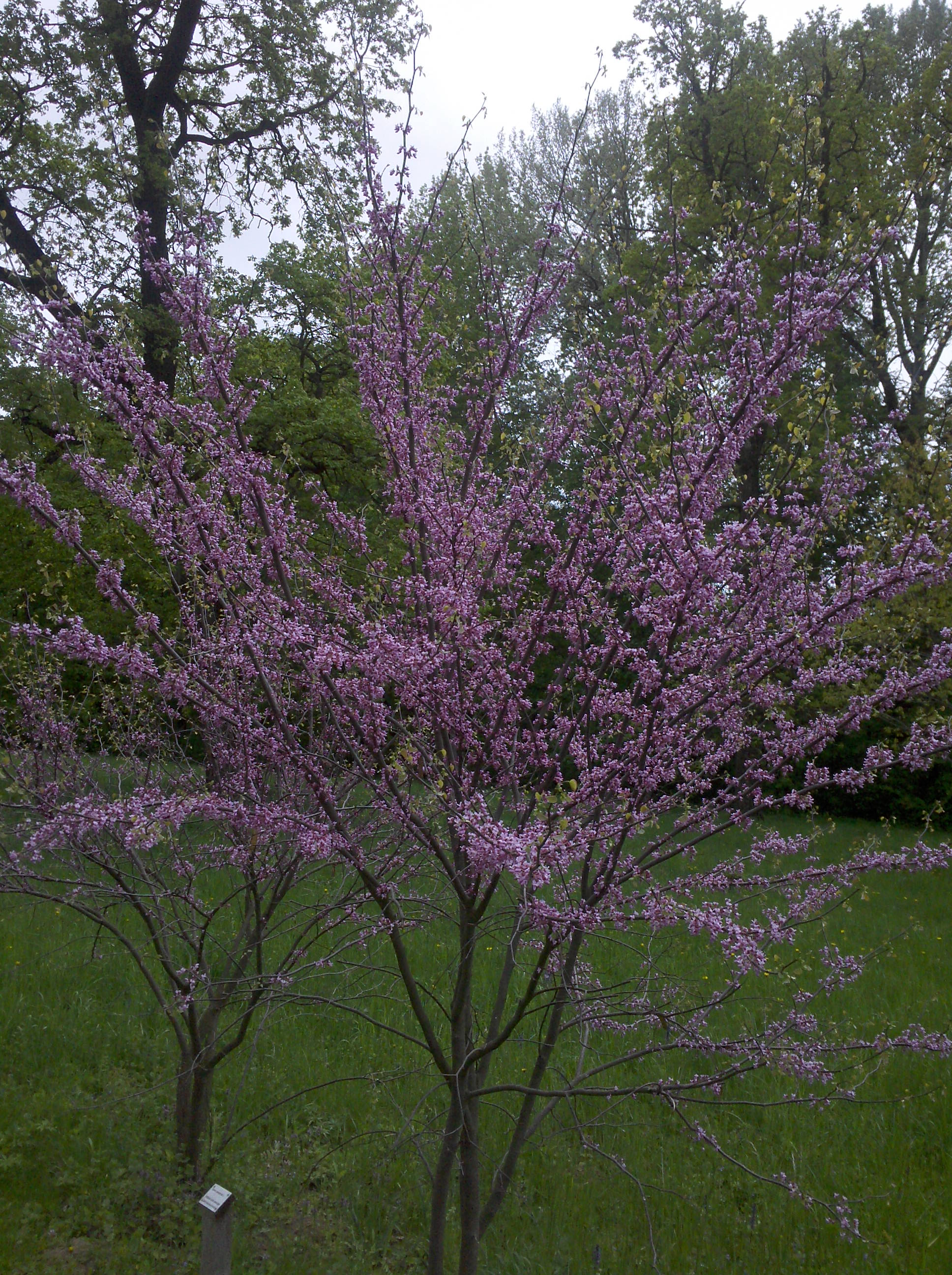
Copăcel înflorit în parcul dendrologic Hemeiuş

În mijlocul parcului se află conacul Cantacuzino-Pașcanu, construit între 1864-1866 pe moșia lui Costache Pașcanu (fost vistiernic al Moldovei) și a lui Grigore Cantacuzino. Fiind construit din cărămidă aparentă roșie, pe plan local este numit "Castelul Roșu".
În parcul de la Hemeiuși au fost turnate în 1980 cadre pentru filmul "Dumbrava minunată", realizat după romanul scriitorului Mihail Sadoveanu.